# Санкт-Петербургское математическое общество
Санкт-Петербургское математическое общество — общественная организация, имеющая целью
содействие развитию математики и её приложений, популяризацию достижений математики,
содействие контактам ученых-математиков и подготовке научной молодежи.

## 1890—1914

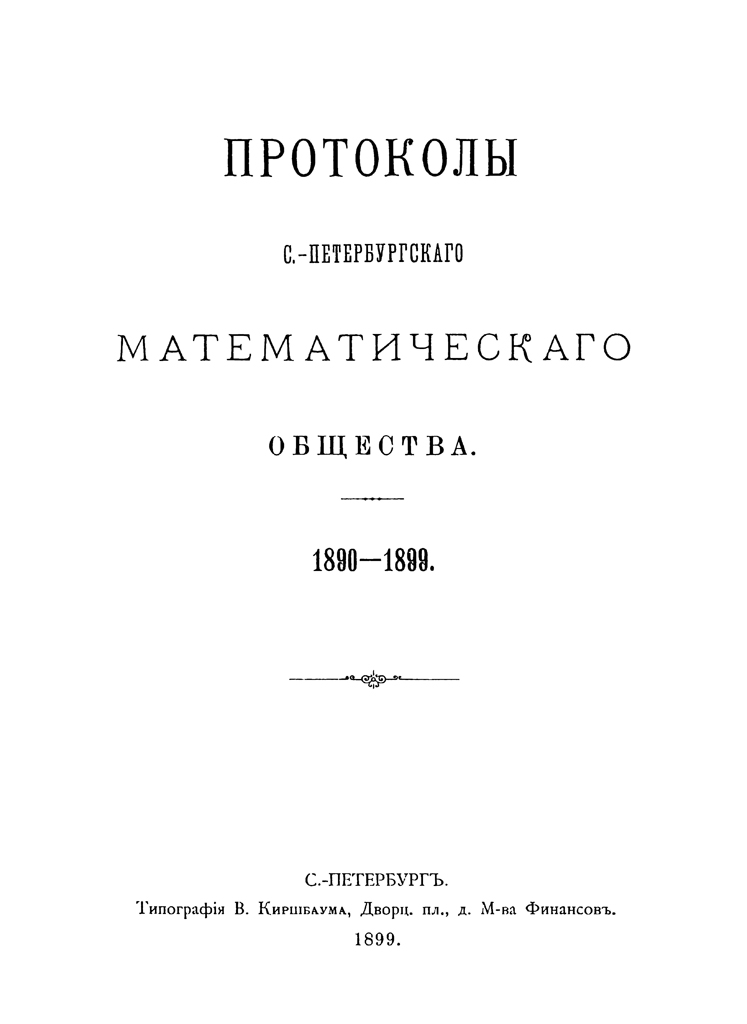
Протоколы заседаний Санкт-Петербургского мат. общества. в период 1890—1899 гг.

Санкт-Петербургское математическое общество образовано в 1890 году. В это время в России уже существовали московское (с 1867 г.) и харьковское (с 1879 г.) математические общества.
Первыми президентами Санкт-Петербургского общества были академик В. Г. Имшенецкий (1890—1892) и Ю. В. Сохоцкий (с 1892 г.).
За годы работы численность Общества увеличилась с 18 человек в 1890 г. до примерно 100 человек.
Его иногородними членами были Н. В. Бугаев и П. В. Преображенский (Москва), Г. Миттаг-Леффлер (Стокгольм)), С. Дикштейн (Польша). Общество проводило заседания раз в месяц.
Делались доклады по чистой математике, теоретической механике, теоретической астрономии и математической физике.
С 1890 до 1897 гг. было проведено более 70 заседаний.
Почётным членом Общества был избран П. Л. Чебышёв.
Перед революцией общество прекратило свою деятельность.

## 1921—1930
Второй этап деятельности общества начался в 1921 году. Оно было воссоздано по инициативе А. В. Васильева, который ранее уже основал (в 1890 году) и возглавлял, до переезда в Петербург, Казанское физико-математическое общество.
Петроградское (впоследствии Ленинградское) физико-математическое общество играло очень важную роль в математической жизни города и страны. В 1921—1923 гг. его президентом был А. В. Васильев, а после его смерти и до конца второго этапа — Н. М. Гюнтер.
Во время этого этапа работы общества состоялось около 150 заседаний.
В работе общества активно участвовали Я. В. Успенский, В. И. Смирнов, Б. Н. Делоне, Г. М. Фихтенгольц, В. А. Стеклов, А. А. Фридман, В. А. Фок, А. С. Безикович, С. Н. Бернштейн, Я. Д. Тамаркин, Р. О. Кузьмин, Н. И. Мусхелишвили, Л. Г. Лойцянский, Б. Г. Галеркин.
С 1926 по 1929 г. выходил основанный В. А. Стекловым Журнал Ленинградского физико-математического общества, один из немногих математических журналов в стране в то время. Почётными членами Общества в этот период были избраны Д. Гильберт, Ф. Клейн, К. А. Поссе, Ю. В. Сохоцкий, В. А. Стеклов, О. Д. Хвольсон, А. Н. Крылов, И. И. Иванов, А. В. Васильев.
В конце 20-х годов под знаком борьбы с «формализмом и схоластикой» начались нападки на ученых, «стоящих в стороне от классовой борьбы». В обстановке борьбы с «гюнтеровщиной» общество приняло решение о самороспуске.

## 1953—1959
В 1953 году начал работу Ленинградский общематематический семинар, организованный В. И. Смирновым. Этот семинар по существу играл роль математического общества. Работа семинара в тот период связана с именами В. И. Смирнова, Г. М. Фихтенгольца, А. А. Маркова, А. Д. Александрова, И. П. Натансона, С. М. Лозинского, Л. В. Канторовича, Д. К. Фаддеева, О. А. Ладыженской, Ю. В. Линника, Б. А. Венкова.

## Деятельность Общества после 1959 г

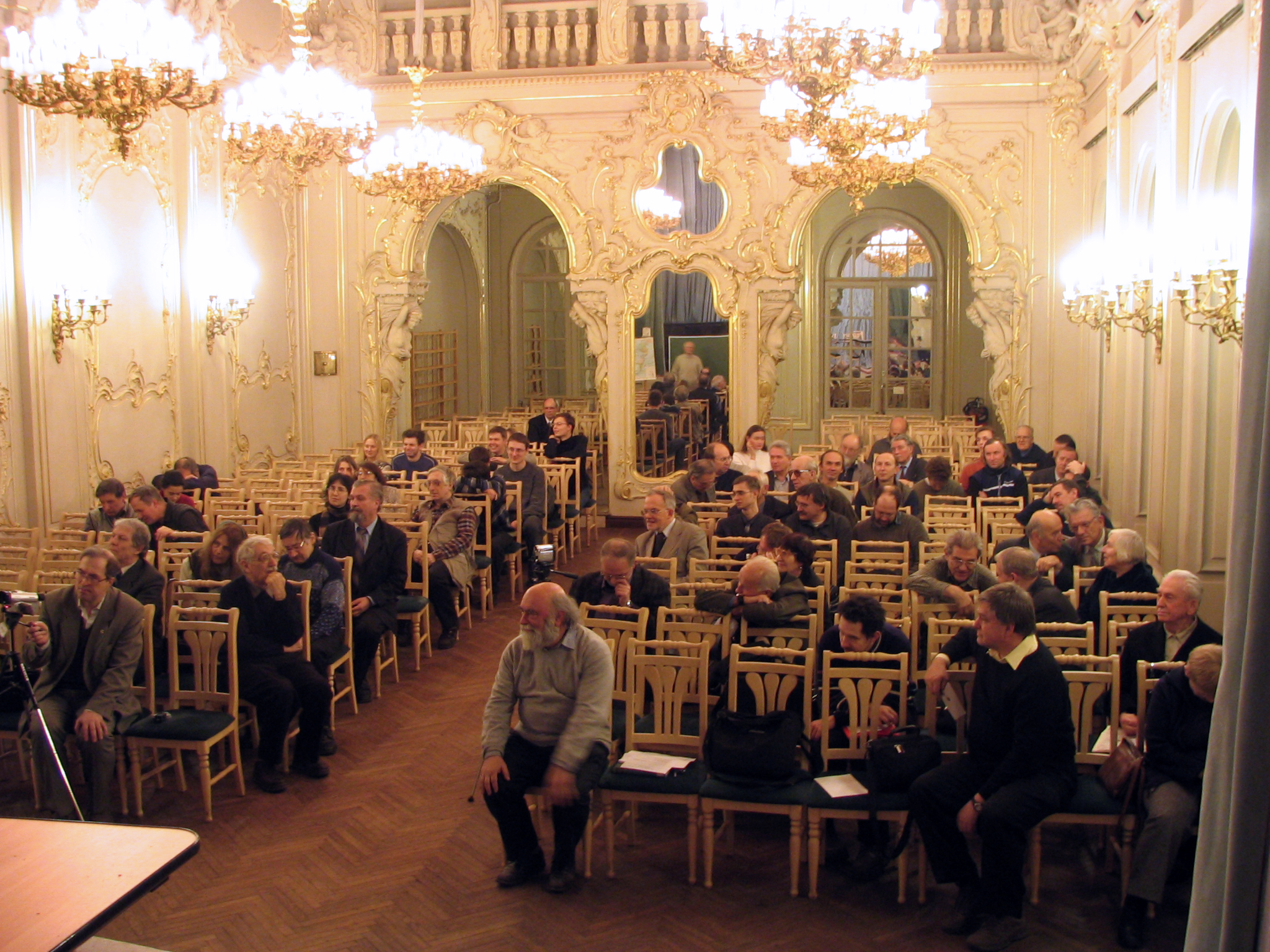
Заседание Общества в Доме Ученых (2005 г.)

Наконец, в 1959 году удалось организовать Ленинградское математическое общество (ныне Санкт-Петербургское математическое общество). Большая заслуга в этом принадлежит, наряду с В. И. Смирновым, А. Д. Александрову. Почётным президентом общества был избран В. И. Смирнов, президентом — Ю. В. Линник. На третьем этапе деятельности общества его президентами становились С. М. Лозинский, Д. К. Фаддеев, О. А. Ладыженская, А. М. Вершик, Ю. В. Матиясевич. В 2023 г. президентом был избран С. Ю. Пилюгин.
Одно из важных направлений деятельности Общества — заседания, посвящённые наиболее значительным математическим событиям прошлого и настоящего, а также обсуждению злободневных проблем математической жизни.
Общество учредило стипендии для успешных студентов и молодых математиков, организует студенческий конкурс по решению задач. С 1962 года присуждается премия общества Молодому математику.
Ряд выдающихся математиков были избраны почётными членами общества после 1959 г.: В. И. Смирнов, А. Д. Александров, С. Н. Бернштейн, Л. В. Канторович, А. А. Марков, М. Г. Крейн, С. Г. Михлин, О. А. Ладыженская, В. А. Залгаллер, Н. А. Шанин, А. М. Вершик, И. А. Ибрагимов, В. М. Бабич, В. А. Солонников.
С 2000 года Общество публикует Труды Санкт-Петербургского математического общества (в настоящее время издание выходит нерегулярно).
С 2015 года Общество стало соиздателем (совместно с Московским и Нижегородским математическими обществами) журнала Математика в высшем образовании.
С 1992 года Санкт-Петербургское математическое общество является коллективным членом Европейского математического общества, с 2016 года — членом Математического центра Шелкового пути при Китайском математическом обществе.

## Лауреаты премииМолодому математику
- В. Г. Мазья (1962)
- Б. Б. Венков (1963)
- В. С. Буслаев (1964)
- В. И. Дергузов (1965)
- А. В. Яковлев (1965)
- А. С. Благовещенский (1966)
- В. П. Оревков (1967)
- В. В. Жук (1968)
- Ю. В. Матиясевич (1970)
- С. А. Виноградов (1971)
- Я. М. Элиашберг (1973)
- Ю. А. Давыдов (1974)
- О. Я. Виро (1975)
- Н. А. Широков (1975)
- Е. М. Дынькин (1976)
- Б. С. Цирельсон (1976)
- М. Д. Стерлин (1977)
- А. А. Суслин (1977)
- Л. Н. Гордеев (1978)
- С. В. Хрущев (1978)
- Н. Е. Барабанов (1980)
- Н. Л. Гордеев (1980)
- О. И. Рейнов (1980)
- А. Р. Итс (1981)
- Е. Д. Глускин (1981)
- А. С. Меркурьев (1982)
- В. В. Пеллер (1982)
- Е. К. Склянин (1983)
- В. Л. Кобельский (1984)
- Д. Ю. Григорьев (1984)
- А. Л. Чистов (1984)
- М. А. Лифшиц (1985)
- М. Ю. Любич (1987)
- Ю. Г. Сафаров (1987)
- В. А. Кайманович (1988)
- Н. Ю. Решетихин (1988)
- А. А. Боричев (1989)
- О. Т. Ижболдин (1989)
- А. И. Барвинок (1990)
- Г. Я. Перельман (1991)
- Д. Ю. Бураго (1992)
- И. Б. Фесенко[англ.] (1992)
- Ф. Л. Назаров (1993)
- С. М. Шиморин (1994)
- С. В. Иванов (1995)
- О. Л. Виноградов (1996—97)
- С. К. Смирнов (1996—97)
- Т. Н. Шилкин (1996—97)
- А. Б. Пушницкий (1998)
- Н. В. Цилевич (1998)
- Г. Б. Михалкин (1999)
- О. В. Демченко (2000)
- С. Г. Крыжевич (2001)
- А. В. Малютин (2001)
- А. Г. Эршлер (2002)
- А. Н. Зиновьев (2003)
- А. Д. Баранов (2004)
- Д. С. Челкак (2004)
- О. А. Тараканов (2005)
- Н. В. Дуров (2006)
- К. В. Первышев (2007)
- В. А. Петров (2007)
- В. В. Высоцкий (2008)
- А. Ю. Лузгарев (2008)
- А. К. Ставрова[англ.] (2009)
- С. Б. Тихомиров (2009)
- П. Н. Мнёв (2010)
- Ю. С. Белов (2011)
- Ф. В. Петров (2011)
- А. С. Ананьевский (2012)
- Р. С. Пусев (2012)
- К. А. Изъюров (2013)
- С. О. Иванов (2014)
- П. Б. Затицкий (2015)
- Д. М. Столяров (2015)
- А. А. Логунов (2017)
- М. В. Долгополик (2018)
- Ю. П. Петрова (2019)
- М. В. Платонова (2019)
- Н. Н. Сеник (2020)
- А. В. Алпеев (2021)
- Н. С. Устинов (2021)
- Д. Д. Черкашин (2022)
- Г. А. Вепрев (2023)
- Е. А. Злобина (2024)